# Todos por México
Todos por México (anteriormente Meade Ciudadano por México) fue una coalición política mexicana conformada por el Partido Revolucionario Institucional (PRI), el partido Nueva Alianza (PANAL) y el Partido Verde Ecologista de México (PVEM) para competir en las elecciones federales de 2018.

## Cambio de nombre

Estados de México donde la coalición presenta candidatos

La coalición de partidos fue registrada ante el Instituto Nacional Electoral (INE) bajo el nombre Meade ciudadano por México el 15 de diciembre de 2017. El 4 de enero de 2018 el instituto rechazó el nombre, por considerar que violaba la equidad de las campañas internas al contener el apellido de uno de los aspirantes a la candidatura de la coalición a la presidencia de la república: José Antonio Meade. El INE estableció un plazo de 10 días para que la coalición decidiera un nuevo nombre. El Partido Revolucionario Institucional expresó su inconformidad con la decisión, pero prefirió no impugnarla y apegarse a la decisión del instituto. El 15 de enero de 2018 la Comisión Política Permanente del PRI aprobó la modificación del nombre de la coalición tripartita a Todos por México.

## Resultados electorales

### Presidencia de México
|  | 13.56 % |

|  | 16.41 % |

|  | 1.86 % |

|  | 0.99 % |

### Cámara de Senadores
|  | 15.90 % |

|  | 22.74 % |

|  | 4.46 % |

|  | 2.31 % |

### Cámara de Diputados
|  | 16.57 % |

|  | 23.85 % |

|  | 4.80 % |

|  | 2.48 % |

### Gubernaturas
|  | 13.96 % |

|  | 20.18 % |

|  | 36.09 % |